# Planica (Brod Moravice)
 Planica  falu Horvátországban, a Tengermellék-Hegyvidék megyében. Közigazgatásilag Brod Moravicéhez tartozik.

## Fekvése
Fiumétól 41 km-re északkeletre, községközpontjától 6 km-re északnyugatra, a Kulpa jobb partján, a horvát Hegyvidék (Gorski kotar) területén fekszik.

## Története
A településnek 1857-ben 27, 1910-ben 34 lakosa volt. Trianonig Modrus-Fiume vármegye Delnicei járásához tartozott.
2011-ben 1 lakosa volt.

## Lakosság
| Lakosság változása | Lakosság változása | Lakosság változása | Lakosság változása | Lakosság változása | Lakosság változása | Lakosság változása | Lakosság változása | Lakosság változása | Lakosság változása | Lakosság változása | Lakosság változása | Lakosság változása | Lakosság változása | Lakosság változása | Lakosság változása |
| ------------------ | ------------------ | ------------------ | ------------------ | ------------------ | ------------------ | ------------------ | ------------------ | ------------------ | ------------------ | ------------------ | ------------------ | ------------------ | ------------------ | ------------------ | ------------------ |
| 1857               | 1869               | 1880               | 1890               | 1900               | 1910               | 1921               | 1931               | 1948               | 1953               | 1961               | 1971               | 1981               | 1991               | 2001               | 2011               |
| 27                 | 31                 | 25                 | 25                 | 27                 | 34                 | 17                 | 20                 | 23                 | 24                 | 25                 | 19                 | 11                 | 6                  | 1                  | 1                  |